# Tentativa de golpe de Estado no Togo em 1986
Tentativa de golpe de Estado no Togo em 1986 foi uma tentativa de golpe que ocorreu no Togo, um país da África Ocidental, em 23 de setembro de 1986. A intentona golpista consistiu em um grupo de cerca de setenta dissidentes armados que cruzaram a capital Lomé a partir de Gana, em uma tentativa malsucedida de derrubar o governo do presidente Gnassingbé Eyadéma.

## Tentativa golpista
De acordo com relatos da rádio estatal, por volta das 20:00 UTC, os rebeldes entraram em Lomé (localizado na fronteira com Gana) em cerca de trinta a quarenta caminhões, dirigiram-se diretamente para um campo militar onde Eyadéma residia e abriram fogo com armas automáticas e lança-foguetes.
Os rebeldes também atacaram a estação de rádio e a sede do partido governante Reagrupamento do Povo Togolês (RPT).
Segundo a rádio estatal, o ataque dos rebeldes foi repelido por um contra-ataque liderado pelo próprio Eyadema. O esmagamento da tentativa de golpe envolveu tropas e aviões de guerra das Forças Armadas Togolesas. Pelo menos catorze ou treze pessoas foram mortas em uma batalha de rua durante toda a noite, e dezenove dos rebeldes foram capturados; seis civis também foram mortos.
Funcionários do Ministério do Exterior da Alemanha Ocidental disseram em Bonn que seu cidadão, um homem de negócios, foi morto nos combates. Eles descreveram a batalha como uma aparente tentativa de derrubar o governo.

## Resultado
A fronteira entre Gana e Togo foi fechada. Os cidadão receberam ordens para ficarem fora das ruas e um toque de recolher por tempo indeterminado foi imposto a Lomé.
Na sequência de um pedido de Eyadéma por ajuda militar da França, o Ministério da Defesa francês declarou em 26 de setembro que estava enviando aviões de guerra e tropas para o Togo. O ministério afirmou que as tropas estavam sendo enviadas conforme um acordo de 1963 com o Togo.
Eyadéma foi reeleito sem oposição na eleição presidencial de 21 de dezembro de 1986 e continuou a governar o país até sua morte em 5 de fevereiro de 2005.